# Frank Secka
Frank Secka (né en 1965) est un auteur, graphiste et réalisateur français. Il enseigne aussi les arts graphiques et anime des ateliers d’écriture. Il vit actuellement à Paris.

## Biographie
Frank Secka est né le 20 septembre 1965 dans le nord de la France. À seize ans, il entre en classes préparatoires au lycée Louis le Grand. Passionné d’images, il se dirige ensuite vers les arts visuels en s’inscrivant à l’atelier Met de Penninghen, puis à l’ESAG, où son diplôme de fin d’études est parrainé par Roman Cieslewicz.
Il se consacre alors au graphisme pour des clients aussi différents que la Sonacotra, M6, Thierry Mugler, ou Paloma Picasso.  
S’ensuit une période d’écriture de fictions. Il publie une dizaine de livres pour les enfants, les adultes, les adolescents. Il rencontre à cette occasion l’équipe des éditions du Rouergue, avec laquelle il sera amené à souvent collaborer. Parallèlement, il donne des cours dans plusieurs écoles d’art et conçoit des jeux pédagogiques liés au développement durable.
En 2003, il a réalisé une série d’animation pour Canal +,Turkish Delight. Il s’est occupé du graphisme d’un certain nombre de collections et de beaux livres dans le monde de l’édition. 
En 2011, Il a réalisé un pop up érotique, Sade-up, son premier livre d’images, autour de l'univers de Sade.
Il anime des ateliers d'écriture à l’Aleph Ecriture ou dans le cadre de la MEL. Il donne actuellement des cours d’arts graphiques à l’EPSAA et à l’ECV. Il s’occupe, depuis son ouverture, du graphisme des éditions de la Philharmonie de Paris. 

## Œuvres

### Livres d’images
- Monet, ou la véritable histoire des Nymphéas (dessins de Vincent Gravé), Glénat 2016[11].
- Lignes de chances (texte d’Arnaud Ryckner, ouvrage initié par Van Cleef & Arpels), Rouergue 2012[12].
- Sade up (ingénierie papier de Philippe Huger, préface de Michel Surya), Rouergue 2011.

### Romans
- Chbik (recueil Vingt ans pour plus tard, à la suite d'une résidence d’écriture à Tunis), Elyzad 2009[13].
- Le Garçon modèle Rouergue, collection La brune, 2003.

### Romans jeunesse
- Le Verrou (collectif Des filles et des garçons, au bénéfice de Ni putes ni soumises), éditions Thierry Magnier 2003.
- À-pic, éditions Thierry Magnier 2002.
- Les Dugentil-Leboeuf (illustrations de Marcelino Truong), Pocket junior 2000.
- La Petite Blück (illustrations de Marcelino Truong), Pocket junior 1999.

### Contes jeunesse
- Koi (illustrations de Julie Mercier), Rouergue, collection Zigzag, 2006.
- La Ferme hallucinante (illustrations de Claire Franek), Rouergue, collection Zigzag, 2003.

### Album jeunesse
- Souviens-toi (illustrations de Pierre Piech), Rouergue, collection Varia, 2006.

### Audiovisuel
- Turkish Delights (série d’animation coréalisée avec Jean Lecointre et Fabien Caux-Lahalle), So What Now & Canal+ 2003.
- DCCK 94-01 (avec Charles et Émile Berling, musique de Xavier Berthelot), les films du Requin 1994.
- Un film avant lundi, les films du Requin 1993.